# Американская пищуха (млекопитающее)
Америка́нская пищу́ха, или пика (лат. Ochotona princeps), — вид пищух.
Распространён в Северной Америке, где также обитает ещё один вид пищух — воротничковая пищуха. Ведёт дневной образ жизни.
Длина 162—216 мм, вес 121—176 г.